# Hiroshi Kobayashi (animador)
Hiroshi Kobayashi (Japonés: 小林 祐;  Hepburn:Kobayashi Hiroshi?), es un animador japonés. Se destaca por dirigir el anime Spriggan distribuido por Netflix.

## Filmografía
| Año  | Anime                            | Papel     | Notas                | Ref.        |
| ---- | -------------------------------- | --------- | -------------------- | ----------- |
| 2020 | Jujutsu Kaisen                   | Guionista |                      | [ 1 ] [ 2 ] |
| 2020 | Deca-Dence                       | Guionista |                      | [ 1 ] [ 2 ] |
| 2020 | Saezuru Tori wa Habatakanai      | Guionista |                      | [ 3 ] [ 2 ] |
| 2020 | Levius                           | Guionista |                      | [ 4 ]       |
| 2020 | Dorohedoro                       | Guionista |                      | [ 5 ] [ 6 ] |
| 2019 | Vinland Saga                     | Guionista |                      | [ 7 ]       |
| 2018 | Darling in the Franxx            | Guionista | En cuatro episodios. | [ 8 ]       |
| 2018 | Banana Fish                      | Guionista |                      | [ 8 ]       |
| 2017 | Inuyashiki                       | Guionista |                      | [ 8 ]       |
| 2016 | Mob Psycho 100                   | Guionista |                      | [ 8 ]       |
| 2015 | Owari no Seraph                  | Guionista |                      | [ 8 ]       |
| 2015 | The Empire of Corpses            | Guionista |                      | [ 8 ]       |
| 2013 | Shingeki no Kyojin               | Guionista |                      | [ 8 ]       |
| 2010 | Panty & Stocking with Garterbelt | Guionista |                      | [ 8 ]       |
| 2009 | Gurren Lagann Parallel Works     | Guionista |                      | [ 8 ]       |